# ستانيسلافا كونستانتينوفا
ستانيسلافا أندرييفنا كونستانتينوفا (بالروسية:Станислава Андреевна Константинова ، من مواليد 14 يوليو 2000) لاعبة تزلج فني على الجليد روسية. حصلت على الميدالية البرونزية في دورة الألعاب الجامعية الشتوية 2019، والميدالية الفضية في بطولة جائزة الكبرى هلسنكي 2018 ، وهي بطلة للبطولة سي إس تالين (2016 ، 2017) وحائزة الميدالية الفضية في وارسو لعام 2017، احتلت المرتبة 25 من حيث التصنيف الفردي للسيدات في العالم من قبل الاتحاد الدولي للتزلج بعد موسم التزلج على الجليد 2019-20.
على مستوى الناشئين حصلت الحائزة على الميدالية الفضية في سباق الجائزة الكبرى للناشئين في روسيا لعام 2016 ، والميدالية البرونزية في سباق الجائزة الكبرى للناشئين في بيلاروسيا 2017، وبطلة كأس تالين لعام 2015 ، والميدالية الفضية الوطنية الروسية للناشئين لعام 2017.

## روابط خارجية
- ستانيسلافا كونستانتينوفا على موقع الاتحاد الدولي للتزلج (الإنجليزية)